# Christoph Jakob Trew
Christoph Jakob Trew  (Lauf an der Pegnitz, 26 de abril de 1695 - Nuremberg, 18 de julho de 1769) foi um médico e botânico alemão.